# نمونه‌های نخستین انسان و نخستین شهریار در تاریخ افسانه‌ای ایران
نمونه‌های نخستین انسان و نخستین شهریار در تاریخ افسانه‌ای ایرانیان کتابی دو جلدی اثر آرتور کریستنسن ایرانشناس بنام دانمارکی است. در این کتاب اسطوره‌شناسی تطبیقی در تاریخ اندیشه ایران مورد بررسی قرار گرفته‌است. این کتاب برای اولین بار توسط  ژاله آموزگار و احمد تفضلی در سال ۱۳۶۴ ترجمه شده و به چاپ رسید. متن حاضر علاوه بر تحقیقات نویسنده، نتایج تحقیقات جدیدتر را نیز دارد که مترجمان آن را فراهم کرده‌اند. مولف بر این اساس در همه روایت‌های اوستایی، پهلوی، فارسی و عربی به تحقیق و با بحث درباره شخصیت کیومرث، مشی و مشیانه، هوشنگ، تهمورث و جمشید به نوعی اسطوره‌شناسی تطبیقی پرداخته است. همچنین پاره‌ای از مطالب کتاب با مراجعه به اسناد و مدارکی که پس از درگذشت مؤلف به دست آمده، یا او در حال حیات خود به آن‌ها دسترسی نداشته‌است، اصلاح یا تکمیل شده‌است. کتاب در گردآوری مستندات موجود به منبعی مهم و قابل استناد تبدیل شده است.

## ترجمهٔ‌فارسی
مترجمان این کتاب، با احاطهٔ کامل بر مآخذ و موضوع کتاب از یک‌سو و آشنایی دقیق از تحقیقاتی که پس از تاریخ تألیف کتاب تا به امروز انجام گرفته است، توانسته‌اند بسیاری از سهوها و نواقص کار مؤلف را برطرف کنند و در بیشتر جاها که مؤلف خواننده را تنها به مآخذ بازگشت داده‌است یا برخی مطالب را غیر مستقیم نقل کرده‌است، مترجمان با صرف وقت بسیار و دقت علمی فراوان نقل قول‌ها را، اگر به زبان فارسی بوده عینا، وگرنه به ترجمهٔ دقیق بدست داده‌اند، تا آن جا که اکنون بهرهٔ خوانندگان فارسی زبان از ترجمهٔ این کتاب بیش از اصل آن است. کتاب حاضر در دو جلد تألیف شده‌است. این کتاب می‌تواند به عنوان وجهی از شناسایی مفاهیم تاریخ اندیشه در ایران باستان مورد بررسی قرار گیرد. 
این کتاب در سال ۱۳۶۸ خورشیدی به عنوان کتاب برگزیده وزارت ارشاد و نیز کتاب برگزیده سال ۱۳۶۸ دانشگاه‌های کشور انتخاب شد و جایزهٔ کتاب سال جمهوری اسلامی آن سال را دریافت کرد.